# ماري ميردراك
ماري ميردراك (بالفرنسية: Marie Meurdrac)‏ (حوالي 1610 – 1680) كانت كيميائية وخيميائية فرنسية ولدت في ماندريه ليه روز، إحدى ضواحي باريس اليوم. كانت واحدة من ابنتين. تزوجت في عام 1625من هنري دي فيبراك، قائد وحدة حراسة تشارلز دي فالوا. وتعرَّفت على كونتيسة غيش عندما انتقلت إلى شاتو دي غروسبو، وهي زوجة أرماند دي غرامون، كونت غيش. ومن ثم أصبحتا صديقتين مقربتين جدًا وقامت ميردراك لاحقًا بتكريس أطروحتها في الكيمياء إلى الكونتيسة. ويُعتَقد أن اسم ميردراك نجا إلى يومنا هذا من خلال هذا الكتاب وقد جادل المؤرخون بكون هذا الكتاب أول عمل في الكيمياء لامرأة منذ عمل ماري اليهودية في الحقبة الكلاسيكية المتأخرة.

## كيمياء مفيدة وسهلة، لصالح السيدات
نشرت ميردراك في عام 1656 أطروحتها الشهيرة «كيمياء مفيدة وسهلة، لصالح السيدات». وكان لهذا العمل إصدارات متعددة بالفرنسية (1666، 1674، 1680، 1687 و 1711) وتُرجم إلى اللغة الألمانية (بأربع إصدارات من 1673 – 1712) والإيطالية. وتمت المصادقة على العمل من قبل أصحاب شهادات الماجستير لكلية طب باريس، وركز العمل على توفير علاجات بأسعار ميسورة للفقراء.
قُسم العمل إلى ستة أجزاء، ركز الجزء الأول على المبادئ والعمليات، الأوعية، الأوتاد، الأفران، الخصائص والأوزان. وكان الجزء الثاني معنيًا بالأعشاب الطبية والأدوية المصنوعة من نباتات كهذه. وتعامل الجزء الثالث مع الحيوانات والرابع مع المعادن. بينما ركز الجزء الخامس على صنع الأدوية المركبة وكان الجزء السادس موجهًا لجمهور النساء وشمل طرق المحافظة على الجمال وزيادته. وقد كتبت ميردراك في مقدمتها عن طرقها " لقد كنت حريصًة جدًا على عدم تجاوز معرفتي، ويمكنني أن أؤكد أن كل ما أدَرِّسَهُ صحيح، وأن كل علاجاتي تم اختبارها؛ وأنا أسبّح وأمجّد الله على ذلك." (ترجمة بيشوب وديلوتش، 1970) بالإضافة إلى أهمية عملها من ناحية المساعي العلمية النسائية، فلقد كان يراها البعض على أنها ما قبل نسوية. تلخص ميردراك في مقدمتها "صراعها الداخلي" بين المثل الأنثوية المعاصرة، والتي وصفتها ميردراك بكونها "صامتة، تسمع وتتعلم دون إظهار معرفة". مع ذلك، فهي تقرر بأنها "ستكون خطيئة ضد الأعمال الخيرية إذا أخفيت المعرفة التي منحني إياها الله، والتي من الممكن أن تكون لصالح العالم.
مساهمتها النهائية لأعمالها وفرت تنبؤًا بتحول النموذج الذي سيحدث لاحقًا في التحول من الخيمياء إلى الكيمياء الحديثة. بغض النظر عن اعتبار عملها كيمياًء، ساهمت ميردراك بشكل مباشر بطريقة واضحة فتحت المجال للعمليات التعاونية، والفحص الدقيق، والتي عرفت لاحقًا حقل الكيمياء الحديثة والعلم ككل.
ناقش المؤرخون منذ السبعينات طبيعة «كيمياء مفيدة وسهلة، لصالح السيدات» مع جدال بعضهم بأنه عمل عن الخيمياء وليس الكيمياء. مؤخرًا، وضعت لوندا شيبنجر كتاب ميردراك في تراث كتب الطبخ الطبية. ويتشابه الكتاب كثيرًا مع كتاب الأسرار، اشتهرت الكتب الطبية والتجميلية في عصر النهضة الإيطاليّة والتي التي كانت في بعض الأحيان من تأليف النساء.

## من الإهداء في كتابها
«عندما بدأت هذا البحث الصغير، كان لرضائي ليس إلّا، لكي لا أخسر ما في ذاكرتي من معرفة اكتسبتها عن طريق العناء الطويل، وبواسطة تجارب العديدة التي أعيدت مراتٍ عدة. ولا أستطيع أن أخفي أن رؤيته يتحقق بصورة أكبر مما تجرأت على توقعه، جذبتني فكرة نشره؛ ولكن إن كان لديَّ سبب لأسلط الضوء عليه، فلديَّ أسباب أكثر لإبقائه مخفيًا وعدم تعريضه للاستنكار العام.... بقيت مترددة في هذه المعركة لحوالي سنتين. رفضت الاعتراف على نفسي بأن التدريس لم يكن مهنة المرأة؛ وأن من الواجب عليها أن تبقى في صمت، أن تصغي وأن تتعلم، دون أن تُقر بأنها تعرف: بأن تقديم عمل للناس، وأن سمعة كهذه ليست مفيدة بأي طريقة من الطرق. أنا فخورة بأنني لست أول امرأة تصنع شيئًا تحت الضغط، بأن العقل ليس له جنس، ولو تم صقل عقول النساء كعقول الرجال، ولو وظفنا نفس كمية الوقت والمال في تعليمهم، فسيكون بإمكانهم أن يصبحوا متساوين.»